# Wallace Oliveira dos Santos
Wallace Oliveira dos Santos, meglio noto come Wallace (Rio de Janeiro, 1º maggio 1994), è un ex calciatore brasiliano, di ruolo difensore o centrocampista.

## Carriera

### Club

#### Fluminense
Inizia la sua carriera da calciatore nel 2005, quando viene acquistato dal Fluminense per militare nelle varie divisioni giovanili del club brasiliano. Il 24 luglio 2011 debutta in occasione della partita di campionato giocata contro il Palmeiras. Realizza la sua prima rete da calciatore professionista il 20 luglio 2012, in occasione dell'incontro di campionato con il Bahia.

#### Chelsea
Il 30 novembre 2012 il suo procuratore, in un'intervista, rivela che il giocatore è stato acquistato dal Chelsea. Il diciottenne brasiliano resta comunque in Brasile fino al termine della stagione per disputare la Coppa Libertadores, per poi trasferirsi a Londra il 30 giugno 2013.

#### Prestiti ad Inter, Vitesse, Carpi e Gremio
Il 14 agosto 2013 viene ceduto in prestito all'Inter. Il 1º settembre debutta in Serie A, nella vittoria per 3-0 contro il Catania. Gioca la prima partita da titolare il 4 dicembre 2013, in occasione del quarto turno di Coppa Italia contro il Trapani (3-2). Chiude l'annata con sole quattro presenze all'attivo tra campionato e coppe.
Al termine della stagione fa ritorno al Chelsea, che il 30 giugno 2014 lo cede in prestito al Vitesse.
Il 22 luglio 2015 passa in prestito al Carpi, squadra neopromossa in Serie A.
Il 7 gennaio 2016 passa in prestito al Grêmio. Il 30 giugno 2017, il giocatore brasiliano torna al Chelsea data la scadenza del prestito. Wallace rimane al club inglese fino al 1º luglio 2018, data della sua scadenza.
Il 21 gennaio 2019 torna in patria, fra le file del Figueirense.
Il 27 aprile 2022 firma con il Sampaio Corrêa-RJ.

### Nazionale
Nel 2011 partecipa con la maglia della nazionale brasiliana Under-17 al campionato sudamericano organizzato in Ecuador: durante il torneo gioca tutte e sei le partite. Inoltre partecipa al campionato mondiale, dove segna anche un gol, finendo la competizione al quarto posto.
Nel 2013 partecipa con la nazionale brasiliana Under-20 al campionato sudamericano, non riuscendo però a superare la prima fase del torneo.

## Statistiche

### Presenze e reti nei club
Statistiche aggiornate al 6 dicembre 2015.
| Stagione          | Squadra           | Campionato        | Campionato | Campionato | Coppe nazionali | Coppe nazionali | Coppe nazionali | Coppe continentali | Coppe continentali | Coppe continentali | altre coppe | altre coppe | altre coppe | totale | totale | totale |
| Stagione          | Squadra           | Comp              | Pres       | Reti       | Comp            | Pres            | Reti            | Comp               | Pres               | Reti               | Comp        | Pres        | Reti        | Pres   | Reti   |        |
| ----------------- | ----------------- | ----------------- | ---------- | ---------- | --------------- | --------------- | --------------- | ------------------ | ------------------ | ------------------ | ----------- | ----------- | ----------- | ------ | ------ | ------ |
| 2011              | Fluminense        | CC+A              | 0+3        | 0+0        | CB              | -               | -               | CL                 | 0                  | 0                  | -           | -           | -           | 3      | 0      |        |
| 2012              | Fluminense        | CC+A              | 0+18       | 0+1        | CB              | -               | -               | CL                 | 0                  | 0                  | -           | -           | -           | 18     | 1      |        |
| Totale Fluminense | Totale Fluminense | Totale Fluminense | 0+21       | 0+1        |                 | 0               | 0               |                    | 0                  | 0                  |             |             |             | 21     | 1      |        |
| 2013-2014         | Inter             | A                 | 3          | 0          | CI              | 1               | 0               | -                  | -                  | -                  | -           | -           | -           | 4      | 0      |        |
| 2014-2015         | Vitesse           | ED                | 22         | 1          | CO              | 1               | 0               | UEL                | 4                  | 0                  | -           | -           | -           | 27     | 1      |        |
| 2015-gen. 2016    | Carpi             | A                 | 6          | 0          | CI              | 1               | 0               | -                  | -                  | -                  | -           | -           | -           | 7      | 0      |        |
| gen. 2016         | Grêmio            | A                 | 9          | 0          | CB              | 0               | 0               | CL                 | 3                  | 0                  | CG          | 8           | 0           | 20     | 0      |        |
| gen.-giu 2017     | Chelsea           | PL                | 0          | 0          | FACup+CdL       | 0               | 0               | -                  | -                  | -                  | -           | -           | -           | 0      | 0      |        |
| Totale carriera   | Totale carriera   | Totale carriera   | 61         | 1          |                 | 3               | 0               |                    | 7                  | 0                  |             | 8           | 0           | 84     | 1      |        |

## Palmarès

### Club

#### Competizioni statali
- Campionato Carioca: 1

Fluminense: 2012

#### Competizioni nazionali
- Campionato brasiliano: 1

Fluminense: 2012
- Coppa del Brasile: 1

Grêmio: 2016

### Nazionale
- Campionato sudamericano di calcio Under-17: 1

2011